# 에바 라루
에바 라루(Eva LaRue, 1966년 12월 27일 ~ )는 미국의 배우, 모델이다.